# Genomsjunk

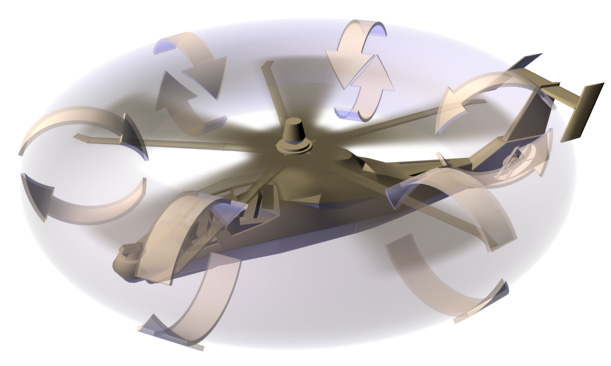
Pilarna visar den återcirkulerade luften bilda en s.k. Vortex ring, vilket leder till genomsjunk. (Helikoptern på bilden visar en RAH-66 Comanche

Genomsjunk är när en helikopter hamnar i den nedåtgående luft från huvudrotorn som genererar dess lyftkraft. Vad som händer då är att luften som skall genererar lyftkraften börjar "återcirkulera" upp i huvudrotorn igen (s.k. Vortex ring), varvid lyftkraften minskar drastiskt och helikoptern börjar sjunka okontrollerat. Om man har tillräcklig höjd kan man komma ur fenomenet genom att öka framåtfarten och flyga ur den störda luften. Risken för att hamna i fenomenet ökar drastiskt med ökad flygvikt (stort effektuttag) i kombination med låg framåtfart eller kraftig vind bakifrån.
2003 havererar en Helikopter 11 ur Helikopterflottiljen utanför Karlsborg, Statens haverikommission kom sedermera fram till att olyckan orsakats av genomsjunk (eng. vortex ring state).